# تيتوس دي فوخت
تيتوس دي فوخت هو مؤدي ومبدع ومؤلف وراقص وممثل بلجيكي، ولد في 1979 بغنت في بلجيكا.

## أعمال

### أفلام
- (2004) ستيف + سكاي
- (2009) السيد لا أحد[4][5]

## وصلات خارجية
- تيتوس دي فوخت على موقع IMDb (الإنجليزية)
- تيتوس دي فوخت على موقع ألو سيني (الفرنسية)
- تيتوس دي فوخت على موقع ميوزك برينز (الإنجليزية)
- تيتوس دي فوخت على موقع أول موفي (الإنجليزية)
- تيتوس دي فوخت على موقع قاعدة بيانات الأفلام السويدية (السويدية)
- تيتوس دي فوخت على موقع قاعدة بيانات الفيلم (الإنجليزية)
- تيتوس دي فوخت على موقع كينوبويسك (الروسية)